# Звишаване
Звишаване (англ. Zvishavane) — город на юге центральной части Зимбабве, на территории провинции Мидлендс.

## География
Расположен в 121 км к югу от административного центра провинции, города Гверу и в 97 км к западу от города Масвинго. Абсолютная высота — 901 метр над уровнем моря.

## Население
По данным на 2013 год численность населения составляет 34 666 человек.
Динамика численности населения города по годам:
| 2002   | 2013   |
| ------ | ------ |
| 35 229 | 34 666 |

## Экономика и транспорт
В районе города осуществляется добыча асбеста. Примерно в 40 км от Звишаване недавно было открыто крупное месторождение алмазов. Имеется железнодорожная связь с городами Булавайо и Гверу, а также с территорией Мозамбика.